# Grecia clásica

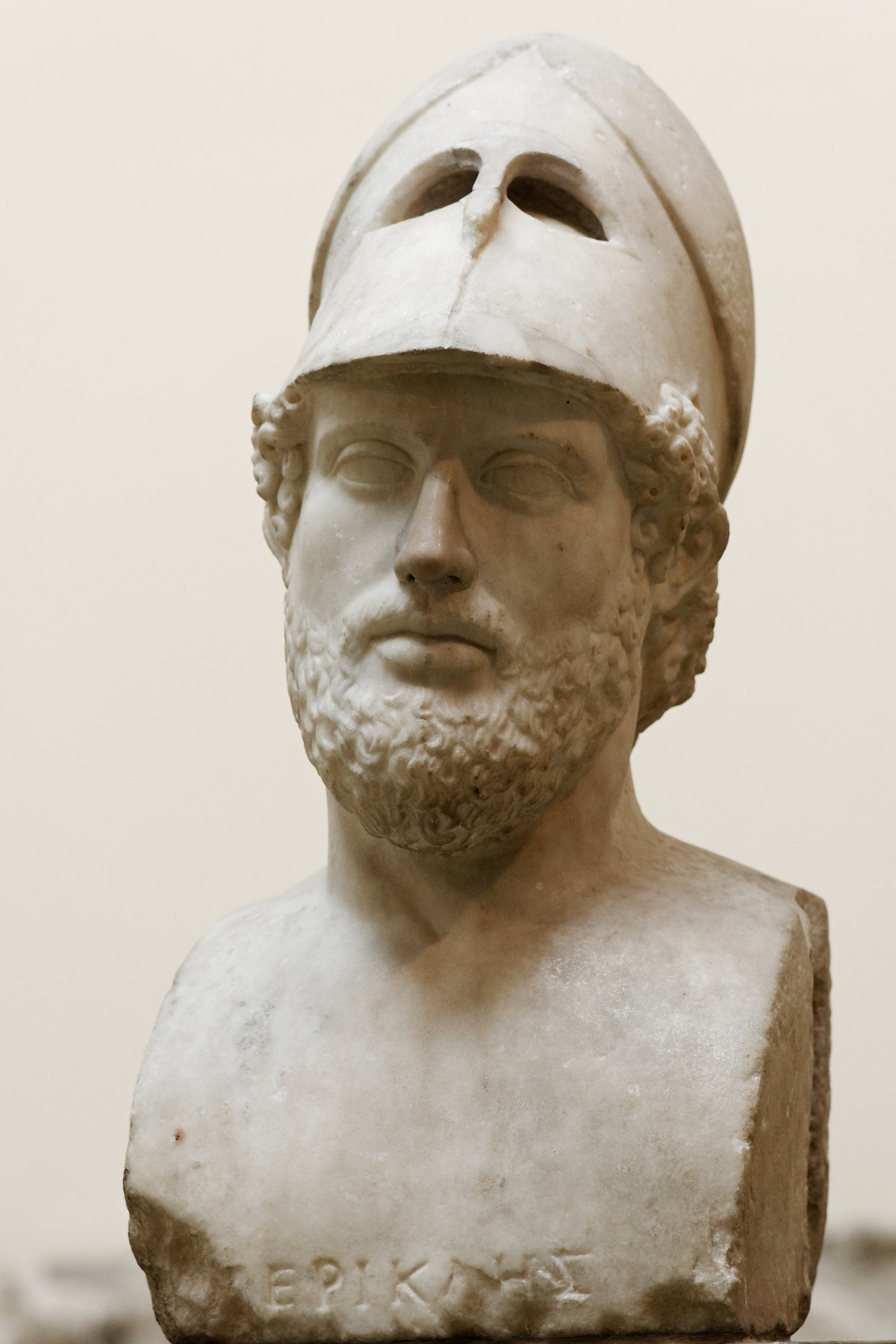
Busto de Pericles. Hasta tal punto se identifica con su época, que se denomina "siglo de Pericles" al, especialmente a sus décadas centrales, caracterizadas por el dominio de Atenas sobre Grecia (tanto en lo político y militar —Imperio ateniense— como en lo cultural), y de Pericles sobre la democracia ateniense.

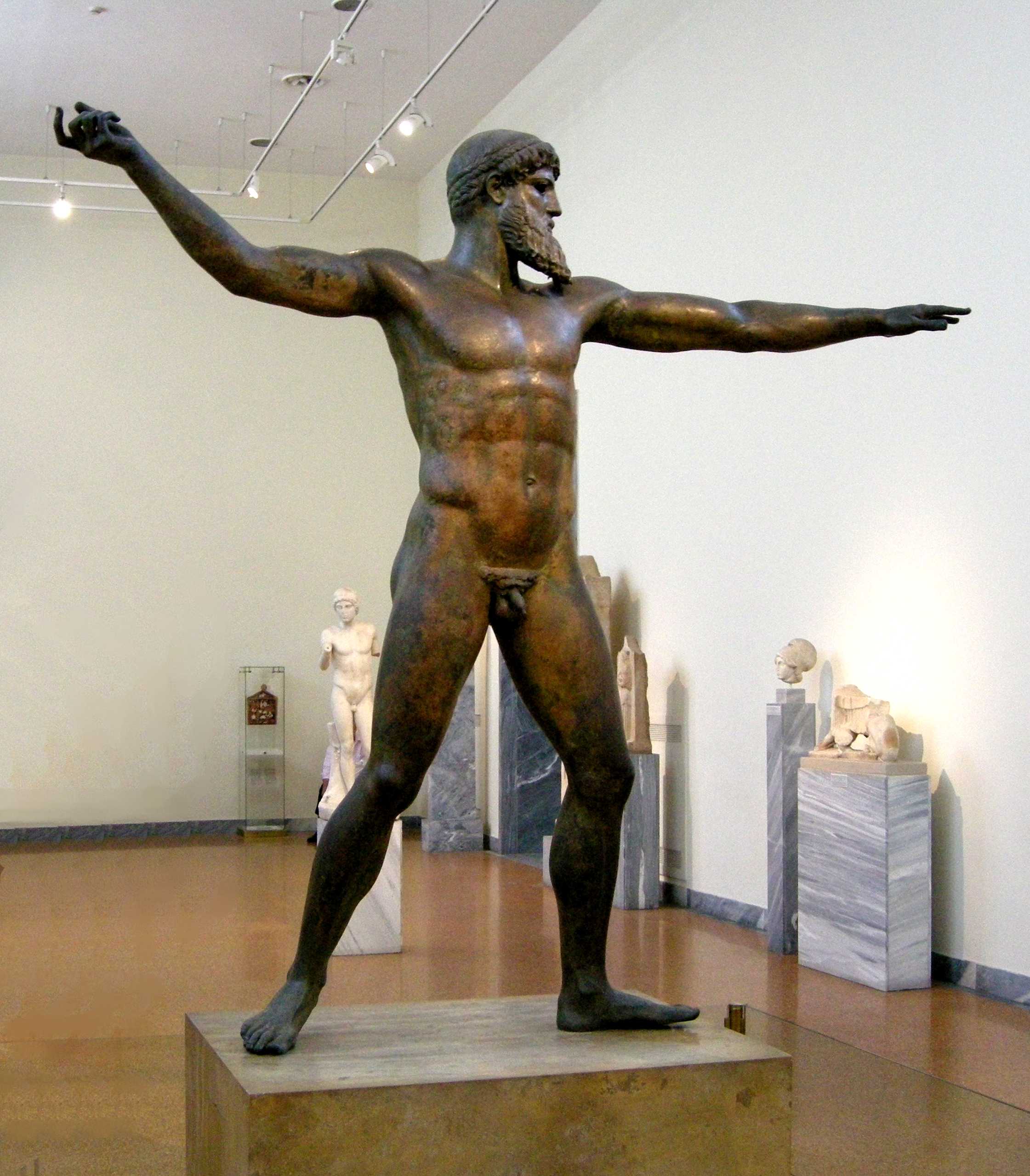
Dios del cabo Artemisio.

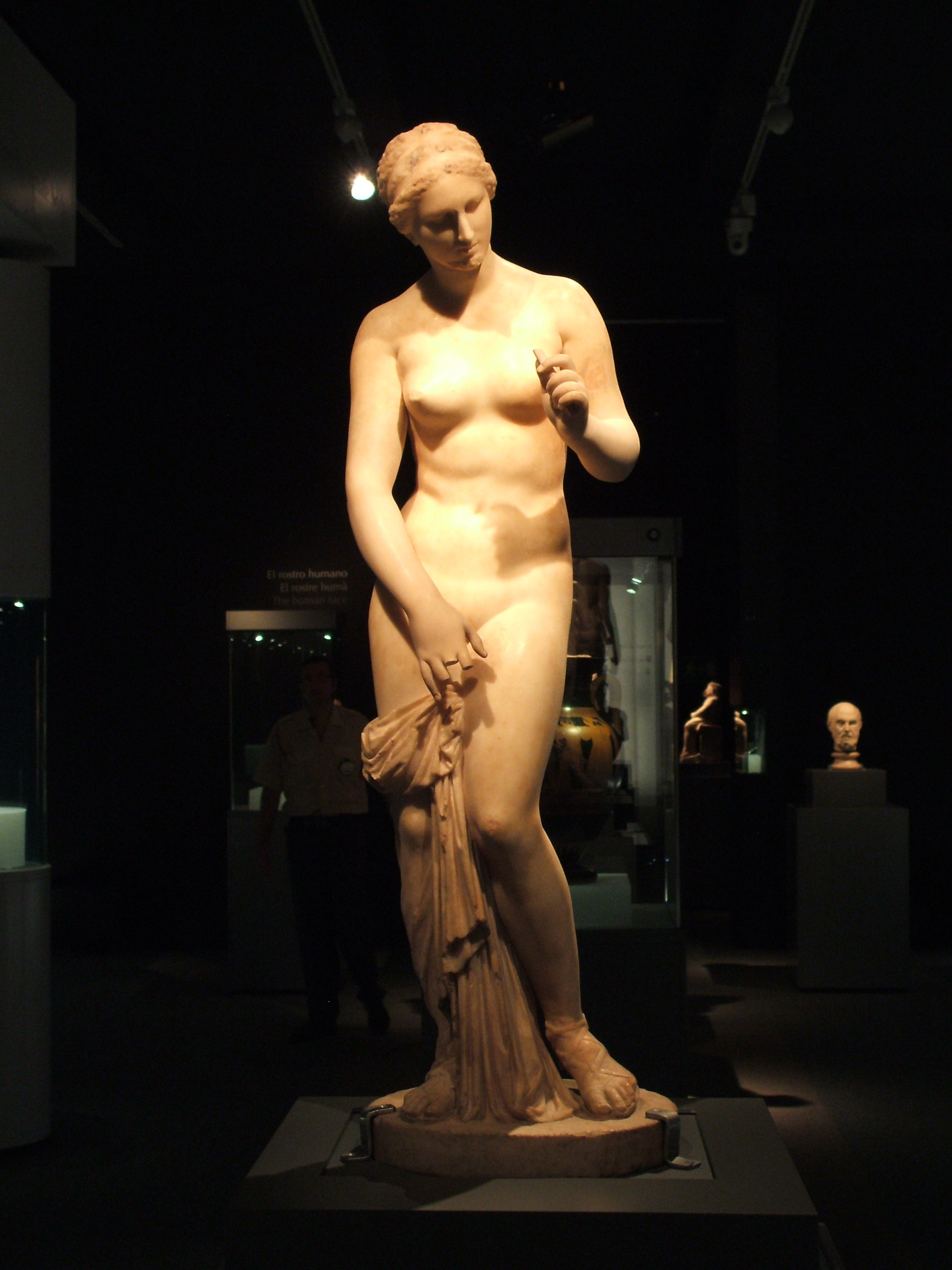
Una de las copias de la Afrodita Cnidia de Praxíteles.

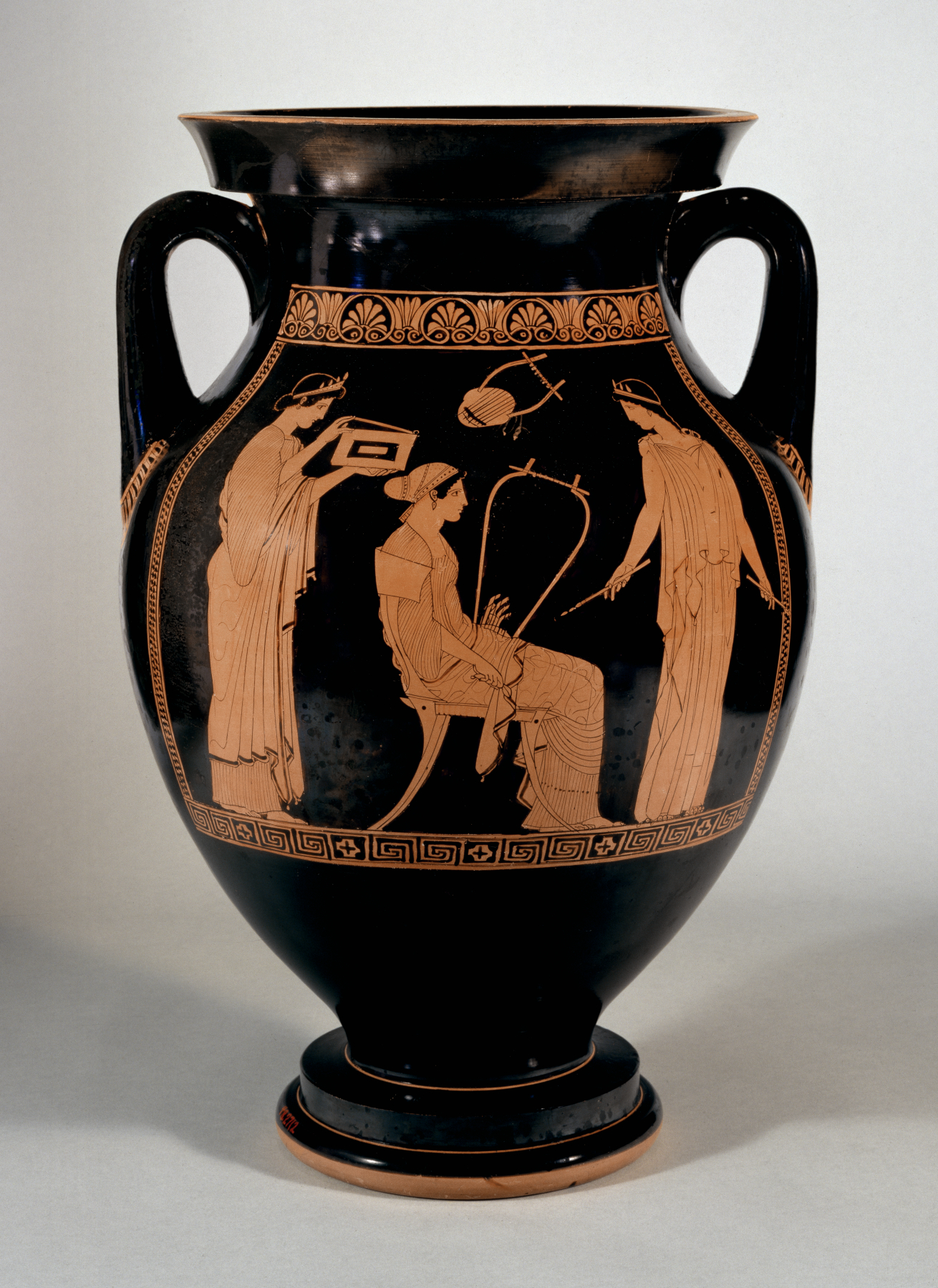
Ánfora de figuras rojas del Pintor de las nióbides, ca. 460-450.

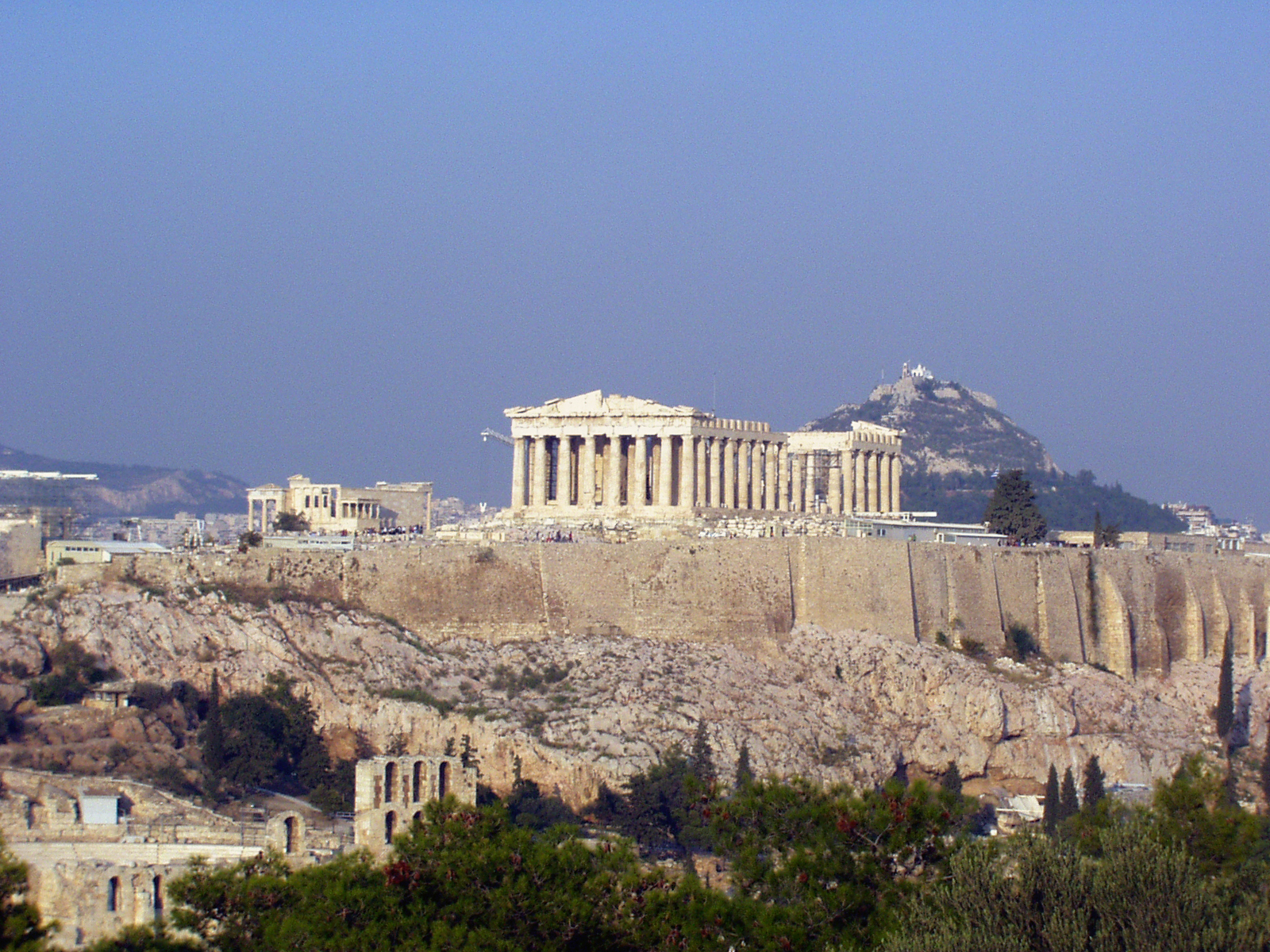
Vista general de la Acrópolis de Atenas. Destaca el Partenón. A la izquierda, el Erecteion.

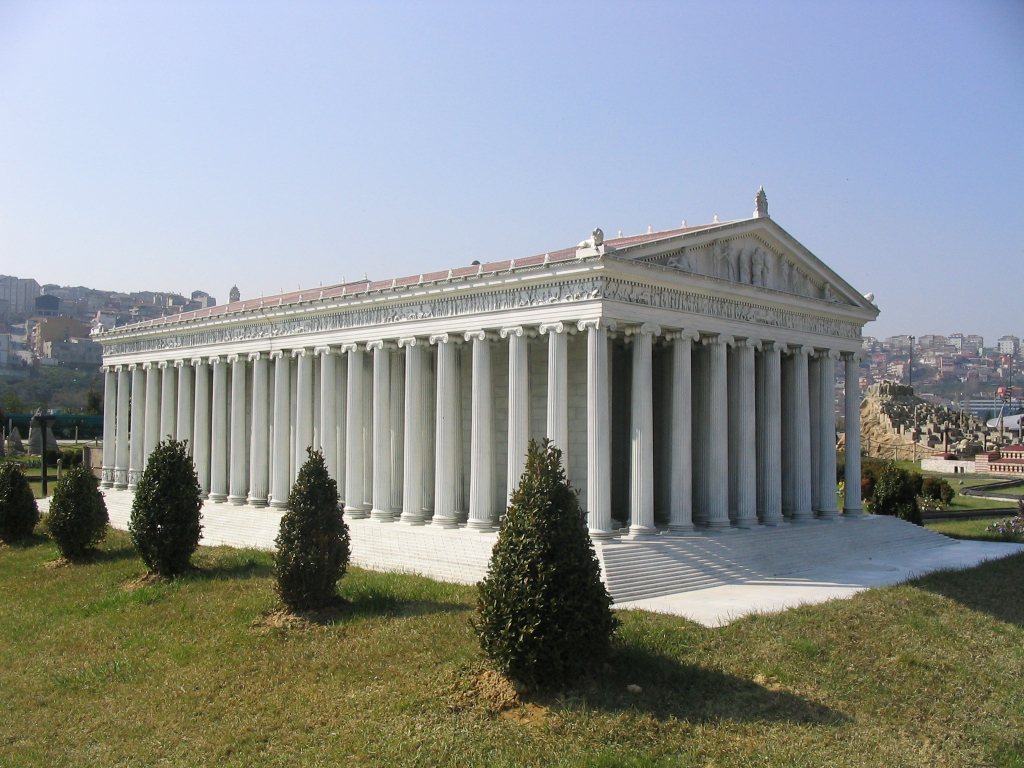
Reconstrucción del templo de Artemisa en Éfeso, una de las siete maravillas del mundo. También la Estatua de Zeus en Olimpia y el Mausoleo de Halicarnaso corresponden a la época clásica griega, pues se datan en los siglos y a. C., respectivamente.

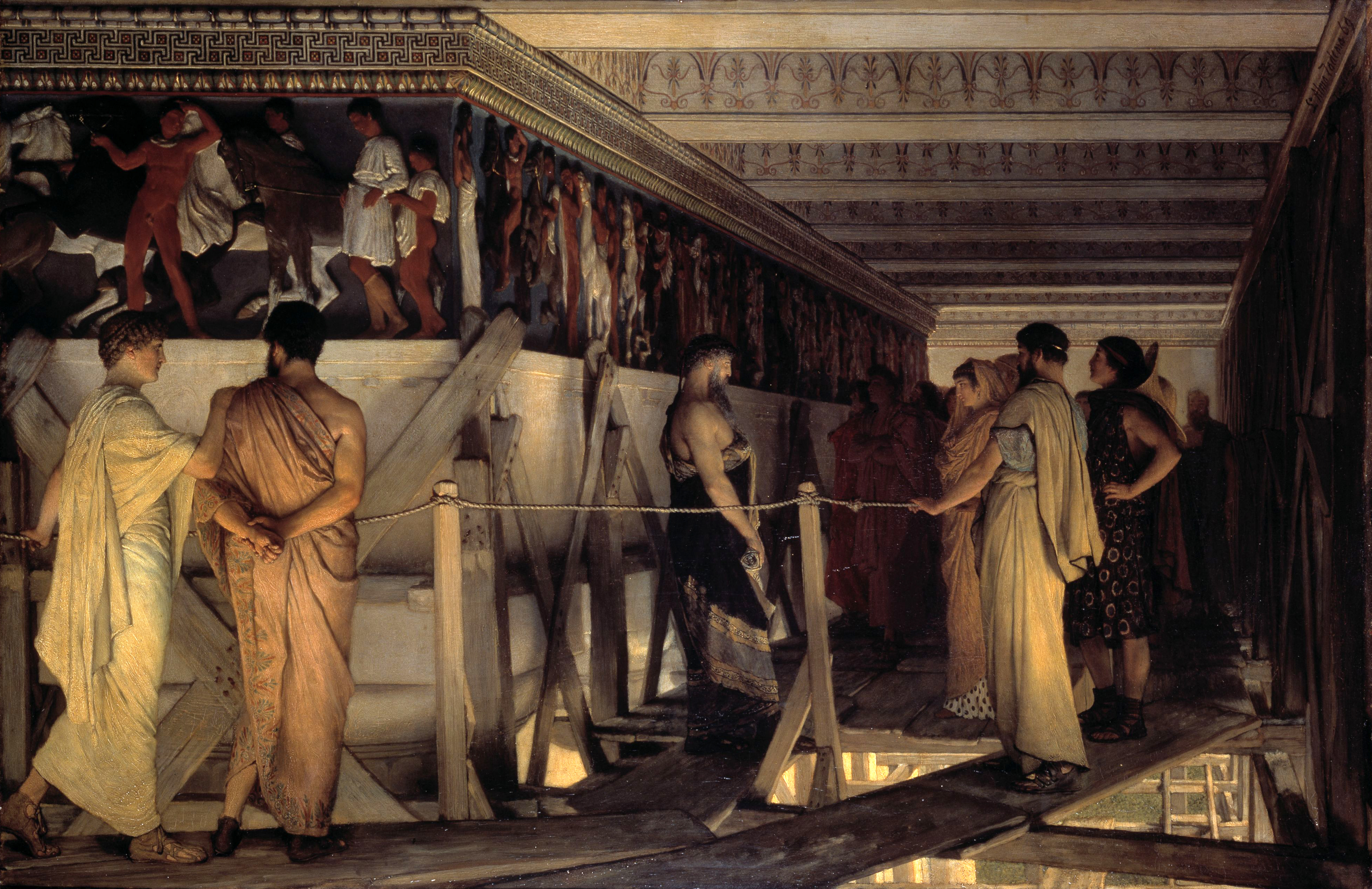
Fidias mostrando a Pericles y sus amigos las obras del Partenón, pintura de historia de Lawrence Alma-Tadema.

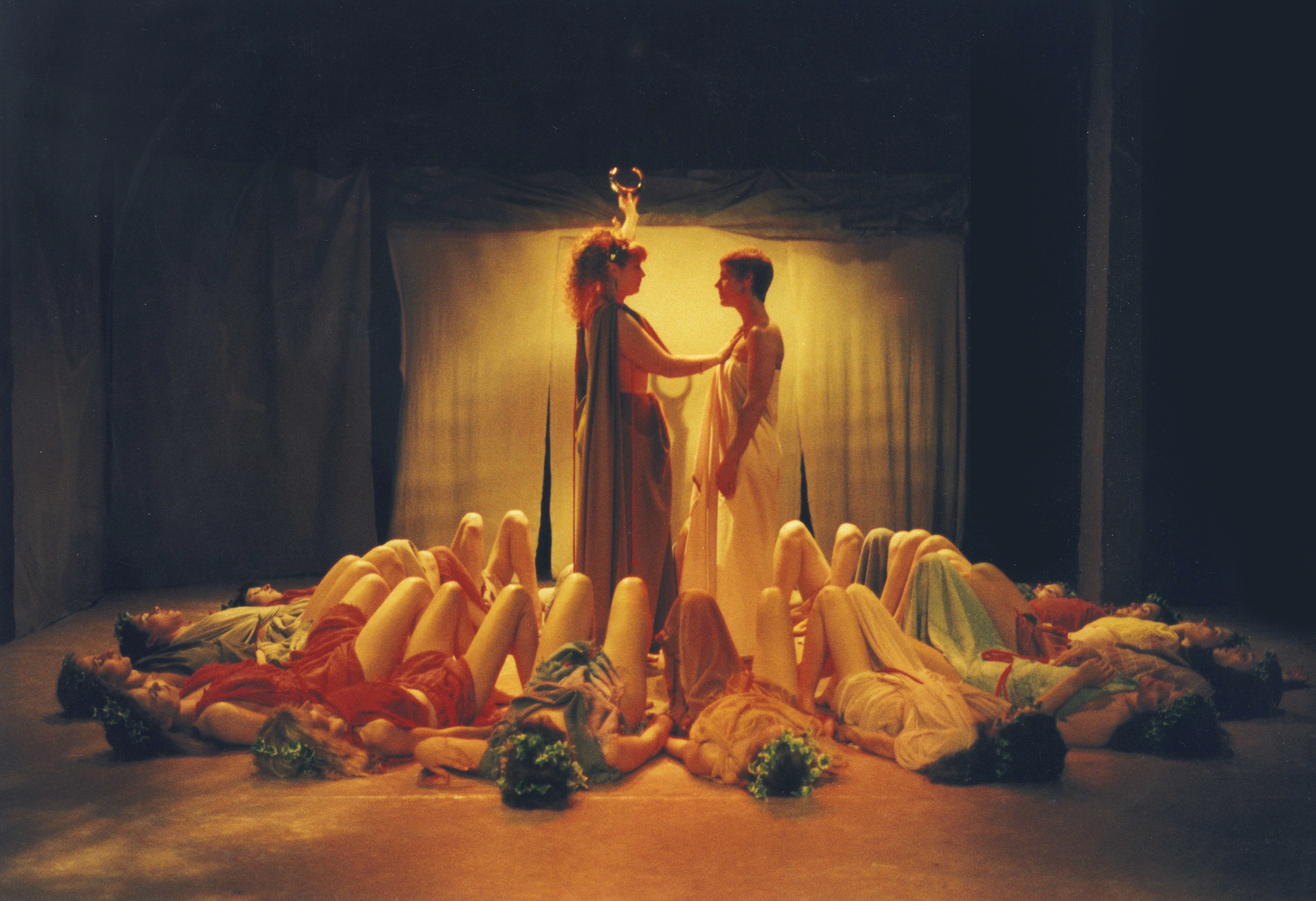
Representación actual de Las bacantes, de Eurípides.

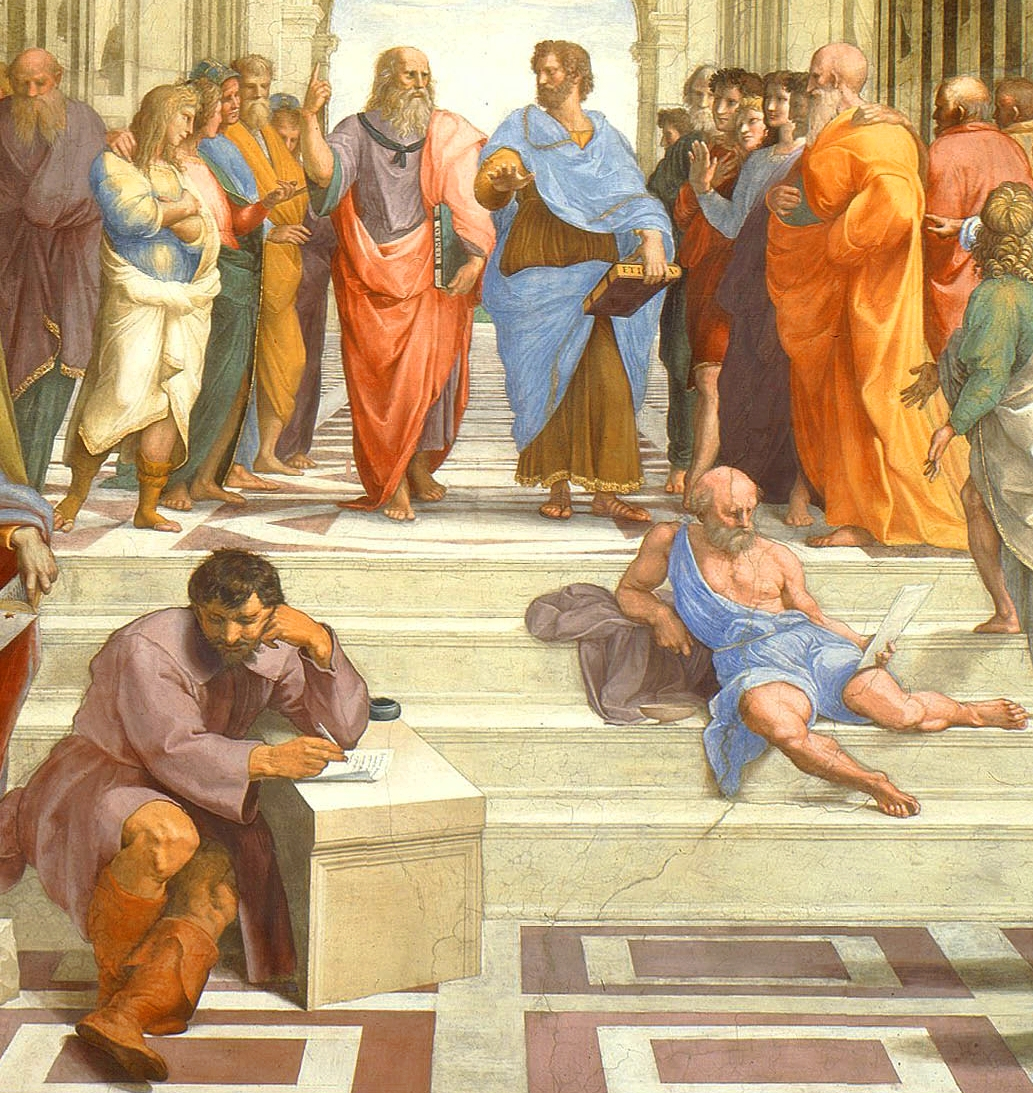
En La escuela de Atenas, el pintor renacentista Rafael Sanzio representó a los principales filósofos de la Grecia clásica: arriba, en el centro Platón y Aristóteles, abajo, a la izquierda Heráclito y a la derecha Diógenes el cínico.

Grecia clásica o Época Clásica (en griego: Κλασική εποχή) por antonomasia es el período de la historia de Grecia comprendido entre la revuelta de Jonia (año 499 a. C., cuando termina la Época Arcaica) y el reinado de Alejandro Magno (336 a. C.-323 a. C., cuando comienza la Época Helenística), o de un modo más genérico, los siglos V y IV a. C.
Se trata de una época histórica en la que el poder de las polis griegas y las manifestaciones culturales que se desarrollaron en ellas alcanzaron su apogeo....

## Acontecimientos históricos

### Guerras médicas
El siglo V a. C. comenzó con la sublevación de numerosas ciudades jónicas, encabezada por Mileto y apoyada por algunas ciudades de Grecia continental contra el dominio del Imperio Persa. Darío I derrotó a los griegos de Asia Menor y envió una expedición contra los griegos continentales encabezada por Mardonio que acabó naufragando y otra posterior dirigida por Datis y Artafernes que fue derrotada por los griegos en la batalla de Maratón en años 490 a. C.
Posteriormente, Jerjes comandó otra expedición persa que llegó a saquear Atenas, pero en 480 a. C. fue derrotada en la batalla de Salamina y en 479 a. C. en la batalla de Platea. Tras estas derrotas, los persas se retiraron definitivamente de Grecia.
En los 50 años siguientes, conocidos como la Pentecontecia, Atenas, dirigida por gobernantes como Temístocles, Cimón y Pericles, se engrandeció y formó la Liga de Delos, a la que se unió la mayoría de las islas del Egeo. Algunas ciudades de Asia menor y de la península Calcídica también formaban parte de esta.

### Guerra del Peloponeso
Anteriormente, en el 490 a. C., se había fundado una liga similar entre las ciudades del Peloponeso (liga del Peloponeso), dirigida y dominada por Esparta. Aprovechando el descontento general de las ciudades griegas, la Liga del Peloponeso empezó a enfrentarse a Atenas. En el año 431 a. C. se desató una serie de guerras como no las había tenido Grecia en siglos pasados. El casus belli fue que la isla de Corcira (Corfú) tenía una disputa con Corinto, ciudad aliada de Esparta, y Atenas ofreció ayuda a dicha isla. Así comenzó la guerra del Peloponeso que duró 27 años. Las ciudades griegas entraron en el conflicto, aunque el peso de la guerra recayó sobre las dos ciudades rivales: Atenas y Esparta. Atenas mostró su superioridad por mar, mientras que Esparta demostró que por tierra era casi invencible. Los espartanos invadieron el Ática, territorio que pertenecía a Atenas. Pericles tuvo que proteger a su gente detrás de los Muros Largos, un recinto amurallado entre la ciudad y el puerto de El Pireo. Allí, hacinados y con malas condiciones higiénicas se desencadenó una epidemia de peste, a causa de la cual murieron miles de personas, entre ellas el propio Pericles año 429 a. C.
La liga del Peloponeso derrotó definitivamente a Atenas y a sus aliados en el año 404 a. C. y se produjo un periodo de hegemonía de Esparta.
Tebas luchó contra la hegemonía de Esparta, primero en solitario y más tarde apoyada por Atenas y tras derrotar a Esparta en la batalla de Leuctra en 371 a. C., Tebas logró la hegemonía.
En el 338 a. C. el rey de Macedonia Filipo II venció a una alianza de ciudades estado compuesta principalmente por Atenas y Tebas en la batalla de Queronea. La batalla fue la culminación de la campaña griega de Filipo II (339-338 a. C.) y acabó en una victoria decisiva de los macedonios.

## Arte
El arte griego de la Época Clásica alcanzó, sobre todo en escultura, cotas de perfección que lo convirtieron en modelo a imitar (arte clásico), primero por el arte romano y posteriormente por el Renacimiento, Clasicismo y Neoclasicismo.

### Escultura
Las primeras décadas del siglo V a. C. representan un periodo de transición entre la escultura arcaica y la clásica, denominado estilo severo. Entre los escultores de mediados de siglo sobresalieron Mirón, Fidias y Policleto. Entre los del siglo IV a. C., Cefisodoto el Viejo, Escopas, Praxíteles (y su hijo Cefisodoto el Joven) y Lisipo. El bronce y el mármol eran los materiales más empleados, de entre los cuales era muy famoso el mármol rosado del monte Pentélico, en Atenas. También se realizaron algunas estatuas criselefantinas.

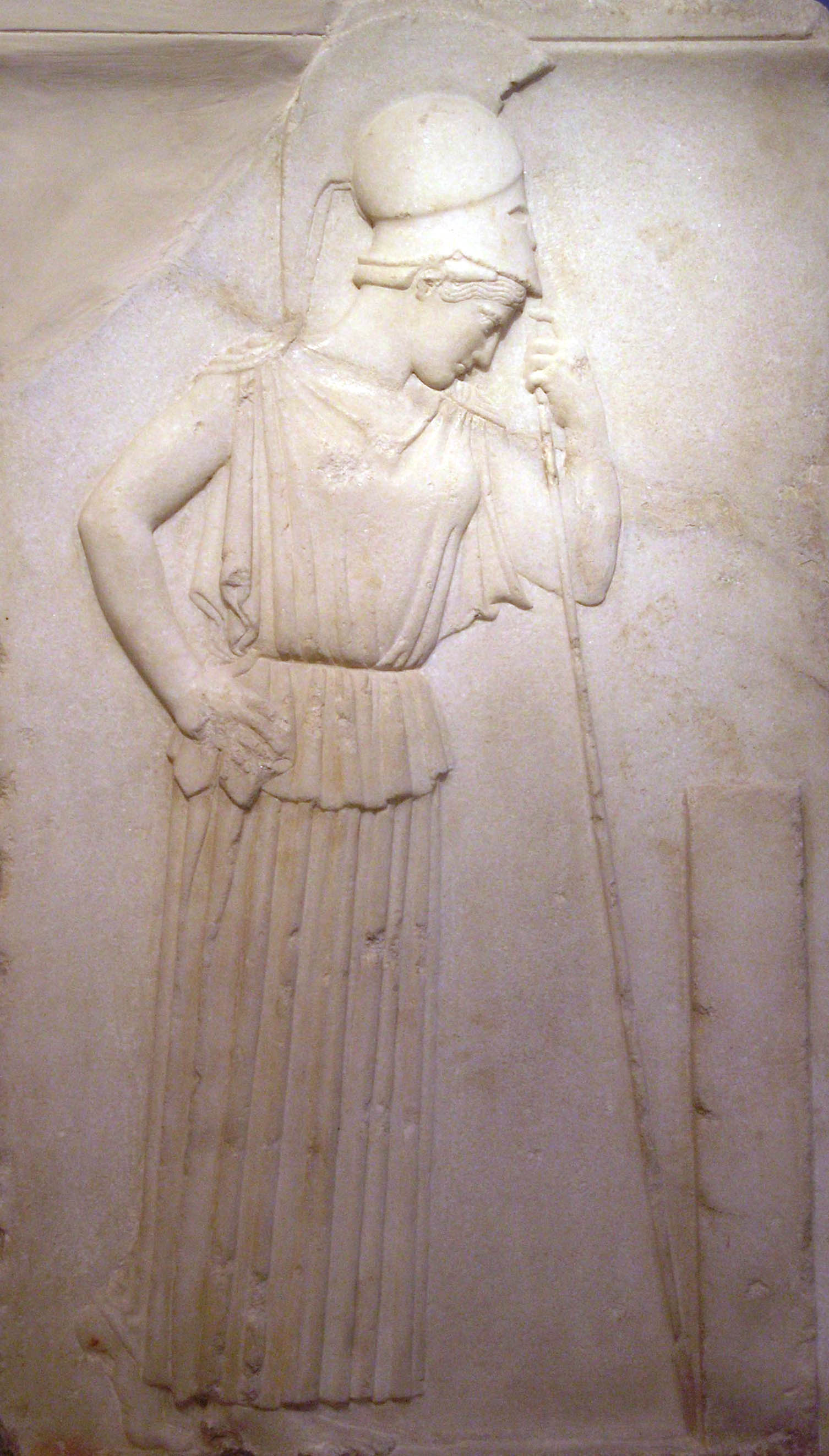
Atenea pensativa.
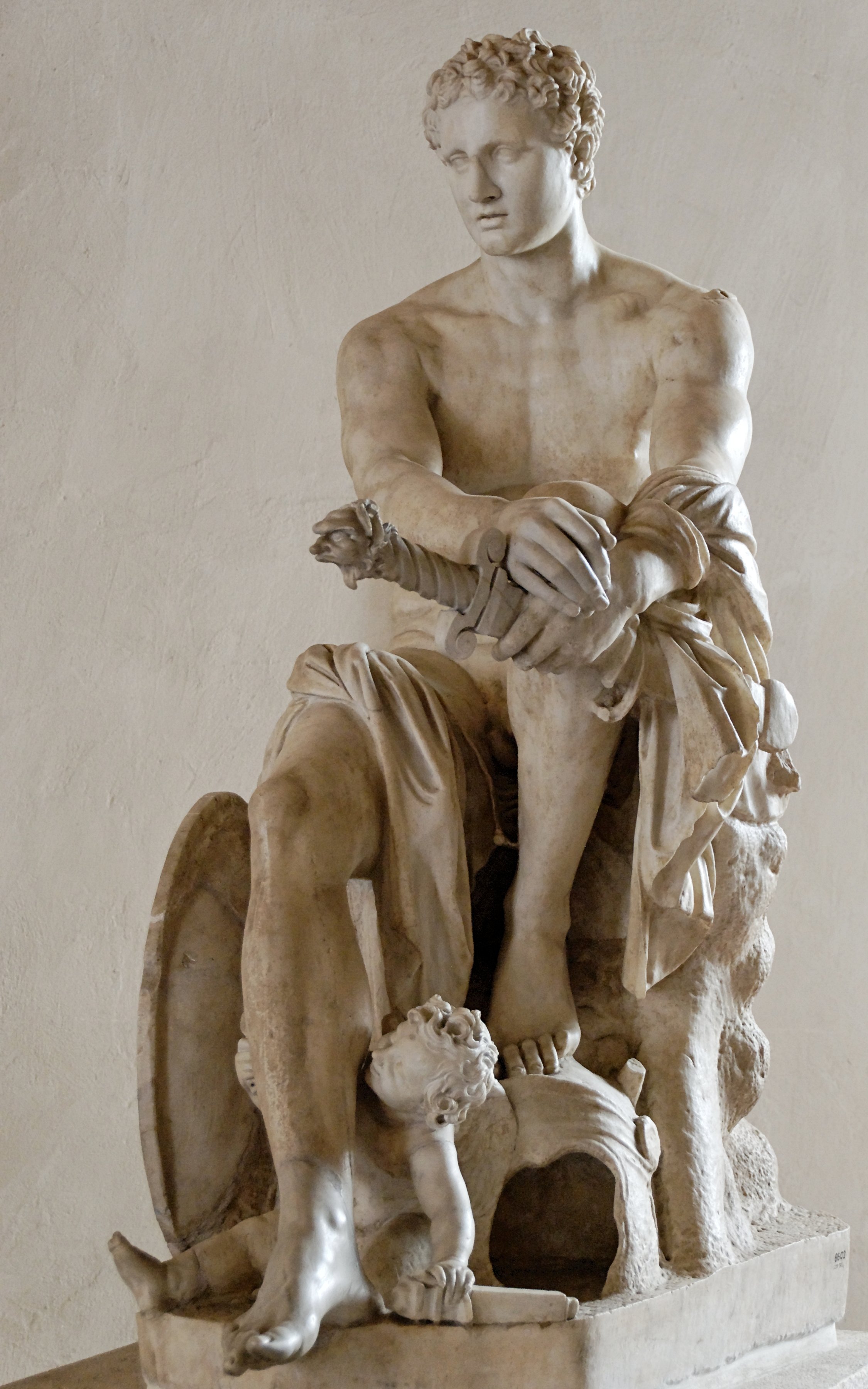
Ares Ludovisi, copia romana de un original griego del siglo IV a. C., asociable con Scopas o con Lisipo.

### Arquitectura

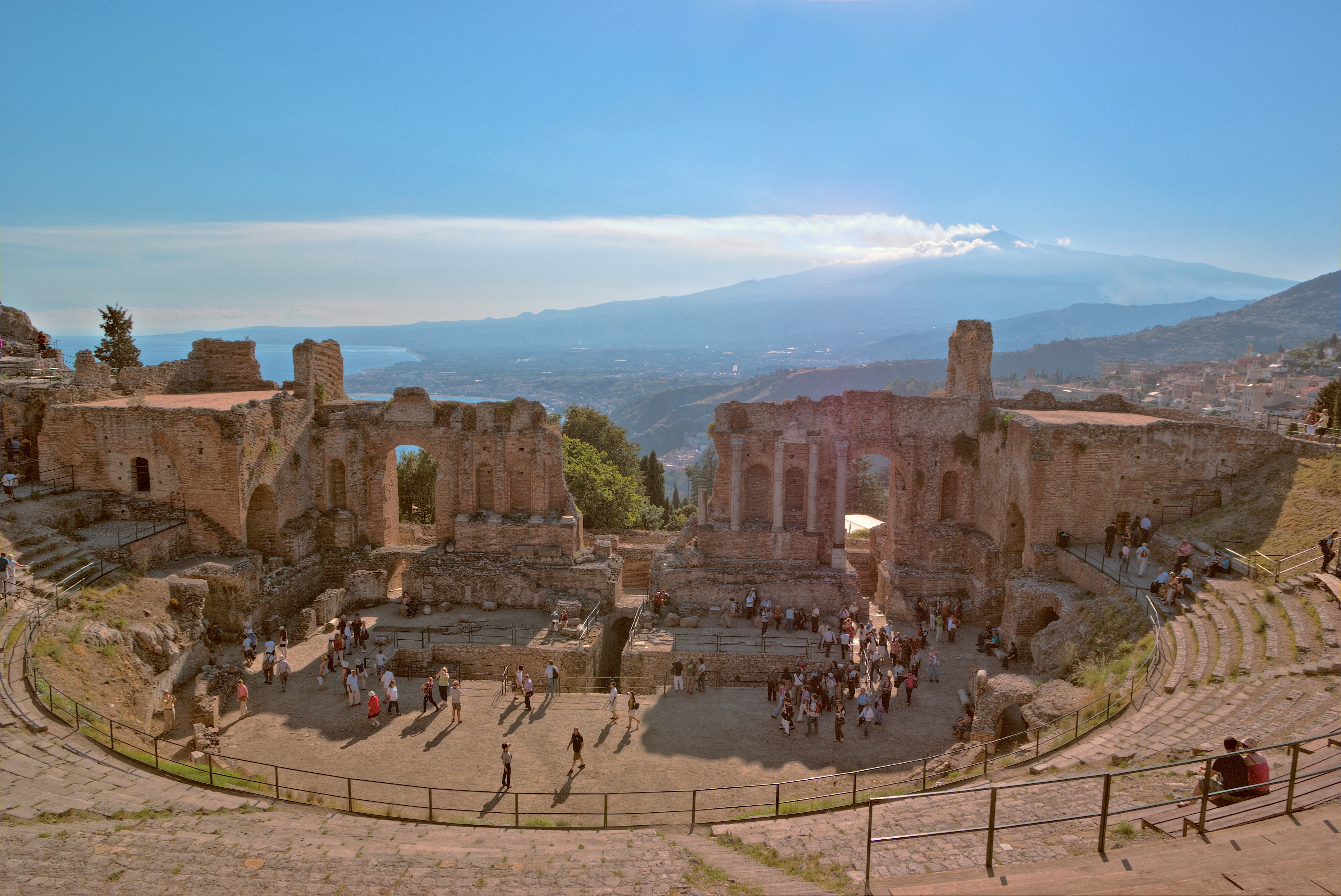
Teatro griego en Taormina.

La arquitectura griega antigua se distingue por sus características altamente formalizadas, tanto de estructura y decoración. Esto es particularmente cierto en el caso de los templos donde cada edificio parece haber sido concebido como una entidad escultórica dentro del paisaje, con mayor frecuencia planteado en un terreno elevado para que la elegancia de sus proporciones y los efectos de la luz sobre sus superficies puedan verse desde todos los ángulos. Nikolaus Pevsner se refiere a "la forma plástica del templo [griego]... colocado ante nosotros con una presencia física más intensa, más viva que la de cualquier edificio posterior".

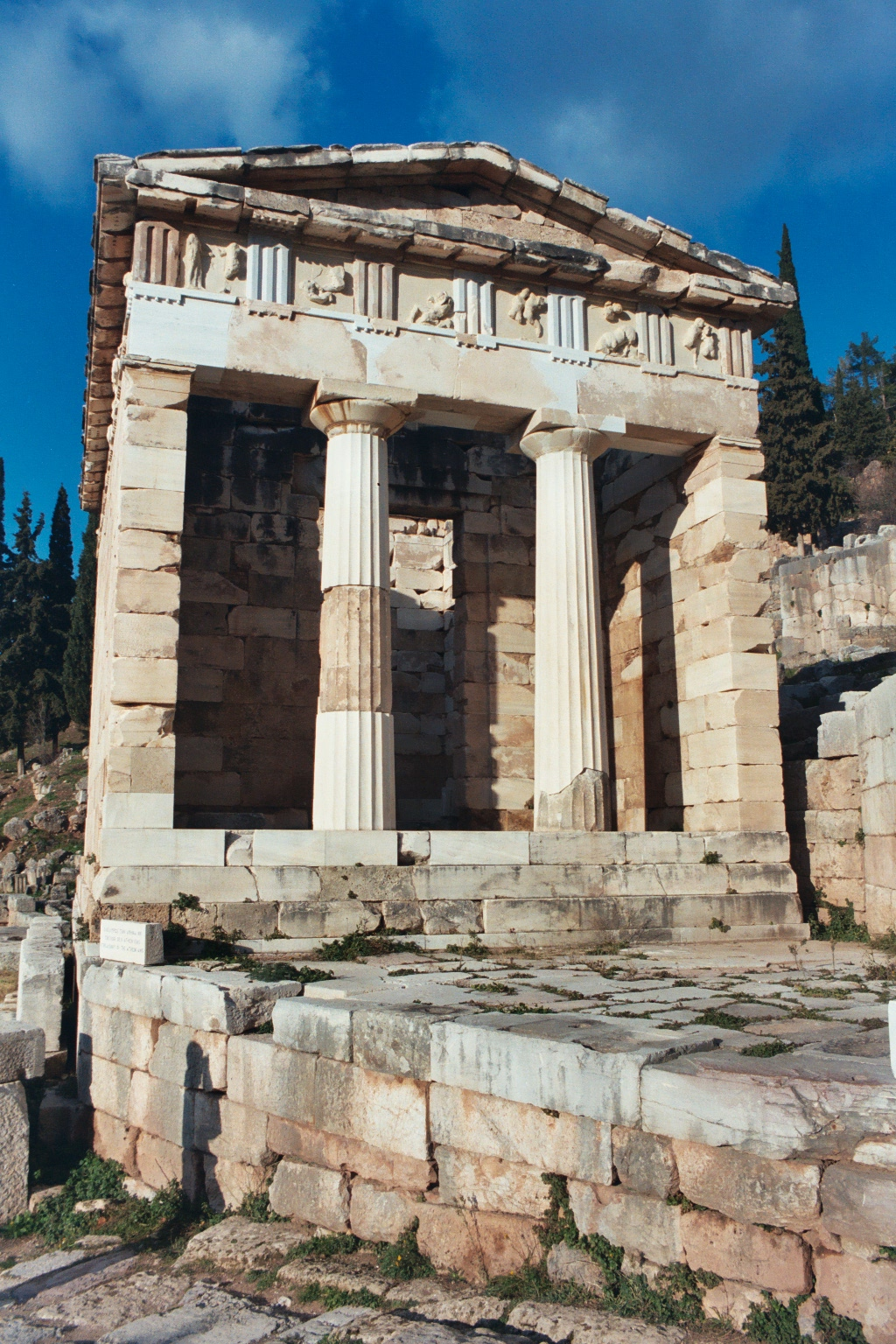
Tesoro de los atenienses en Delfos.
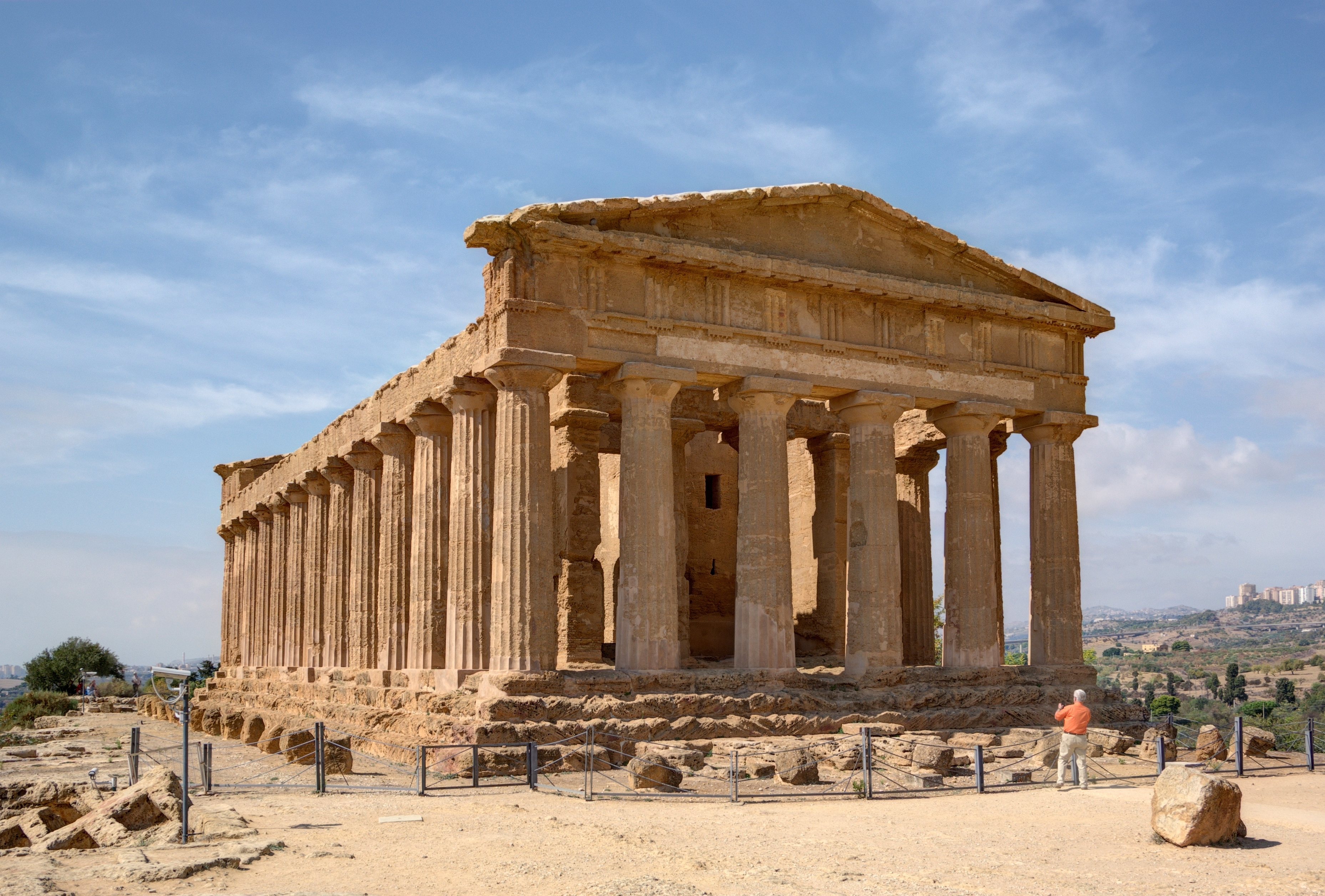
Templo "F" de Agrigento.
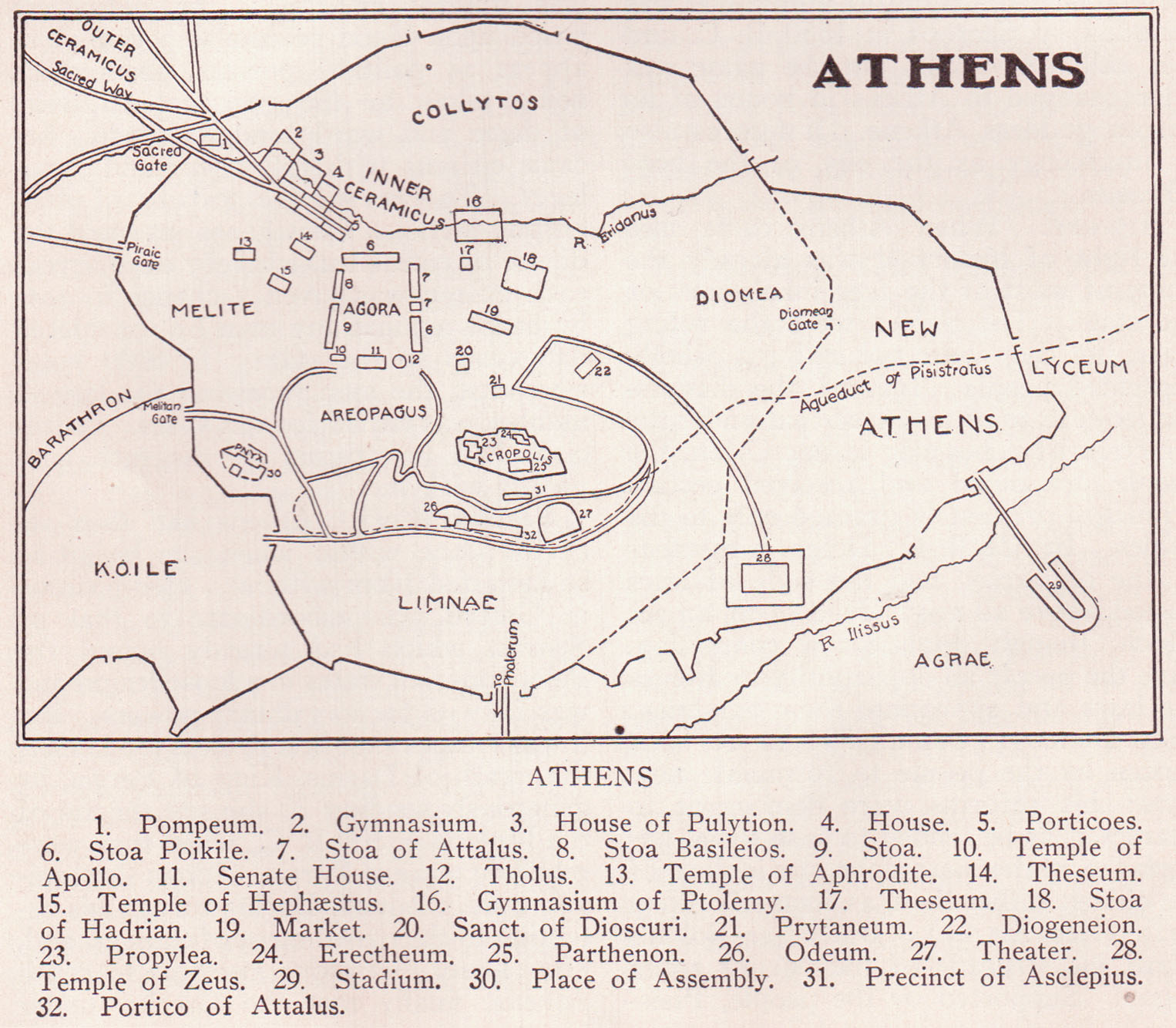
Plano de la antigua Atenas.
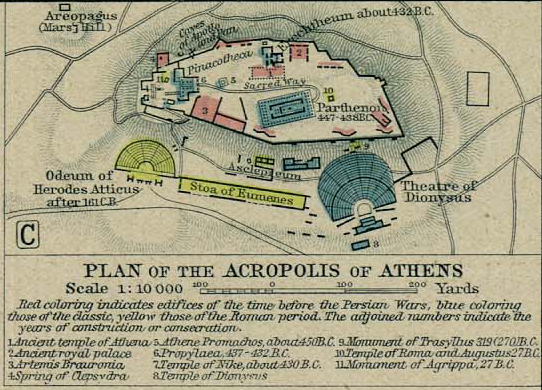
Plano de la Acrópolis de Atenas.

### Pintura y cerámica
En pintura, a pesar de haberse perdido la mayor parte de las obras, que no conocemos más que por descripciones o por copias en soportes como el mosaico, se ha perpetuado la fama de los pintores: además del mítico Apeles, se conservan los nombres de Polignoto, Paneno, Apolodoro, Zeuxis y Parrasio. La cerámica, además de arte en sí mismo, fue un destacado soporte para la pintura, que en esta época pasó a la fase de "figuras rojas". La arquitectura y la escultura, que estamos acostumbrados a ver en mármol, se policromaban por afamados pintores. Los griegos de la Antigüedad consideraban "imperfecta" (es decir "no terminada") una obra que no se concluyera por un pintor.

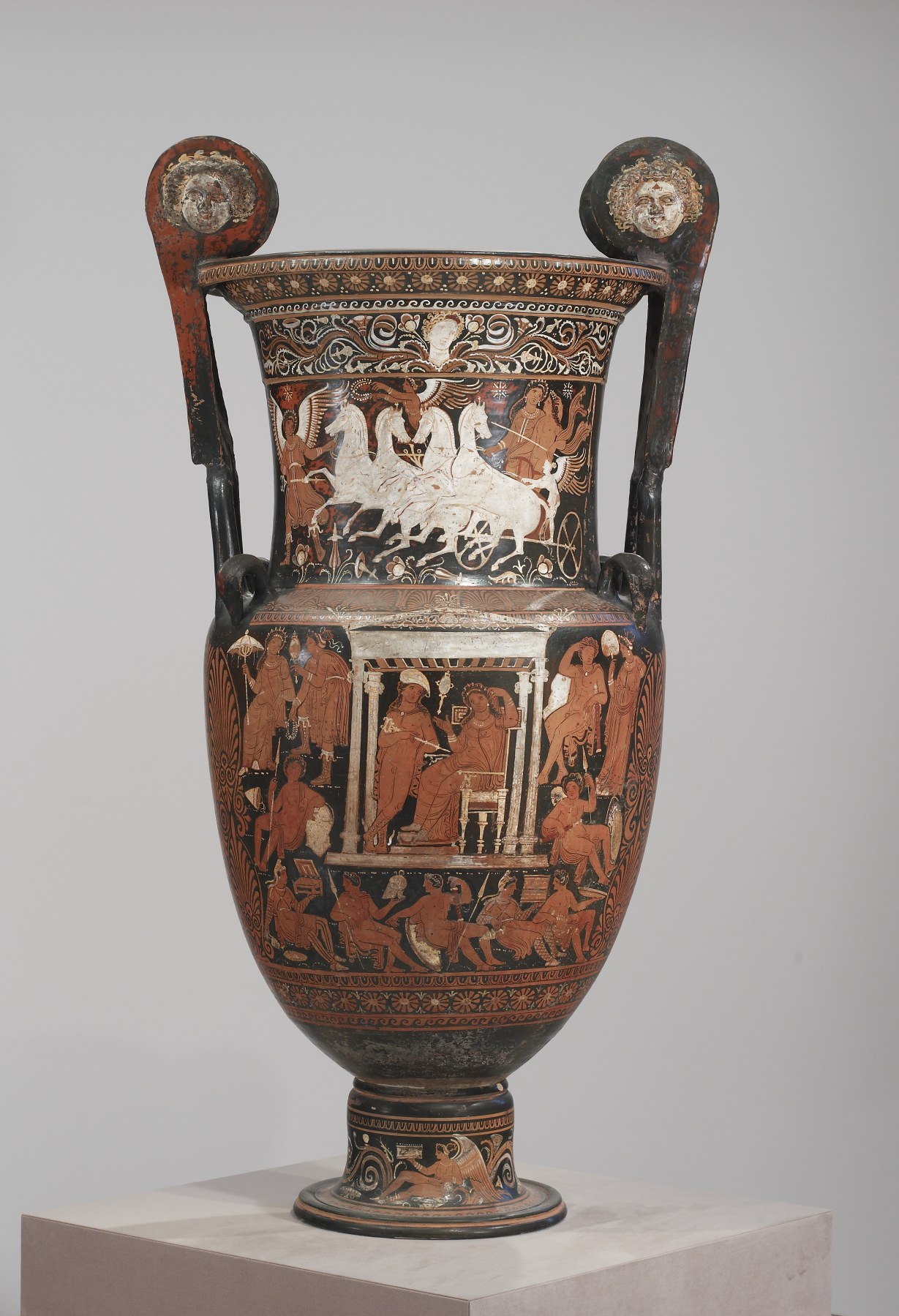
Crátera de volutas del Pintor de Baltimore, ca. 320.
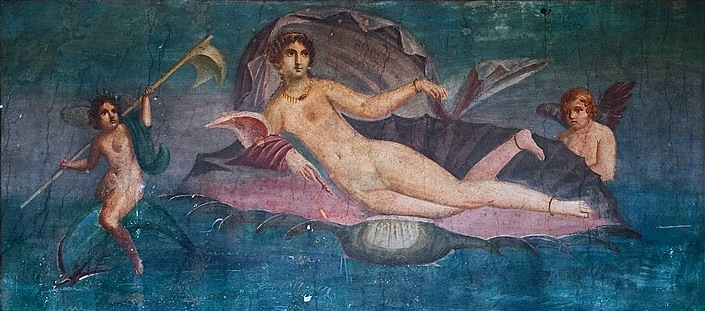
Venus Anadiómena de Apeles, reproducida en un fresco romano.

## Filosofía

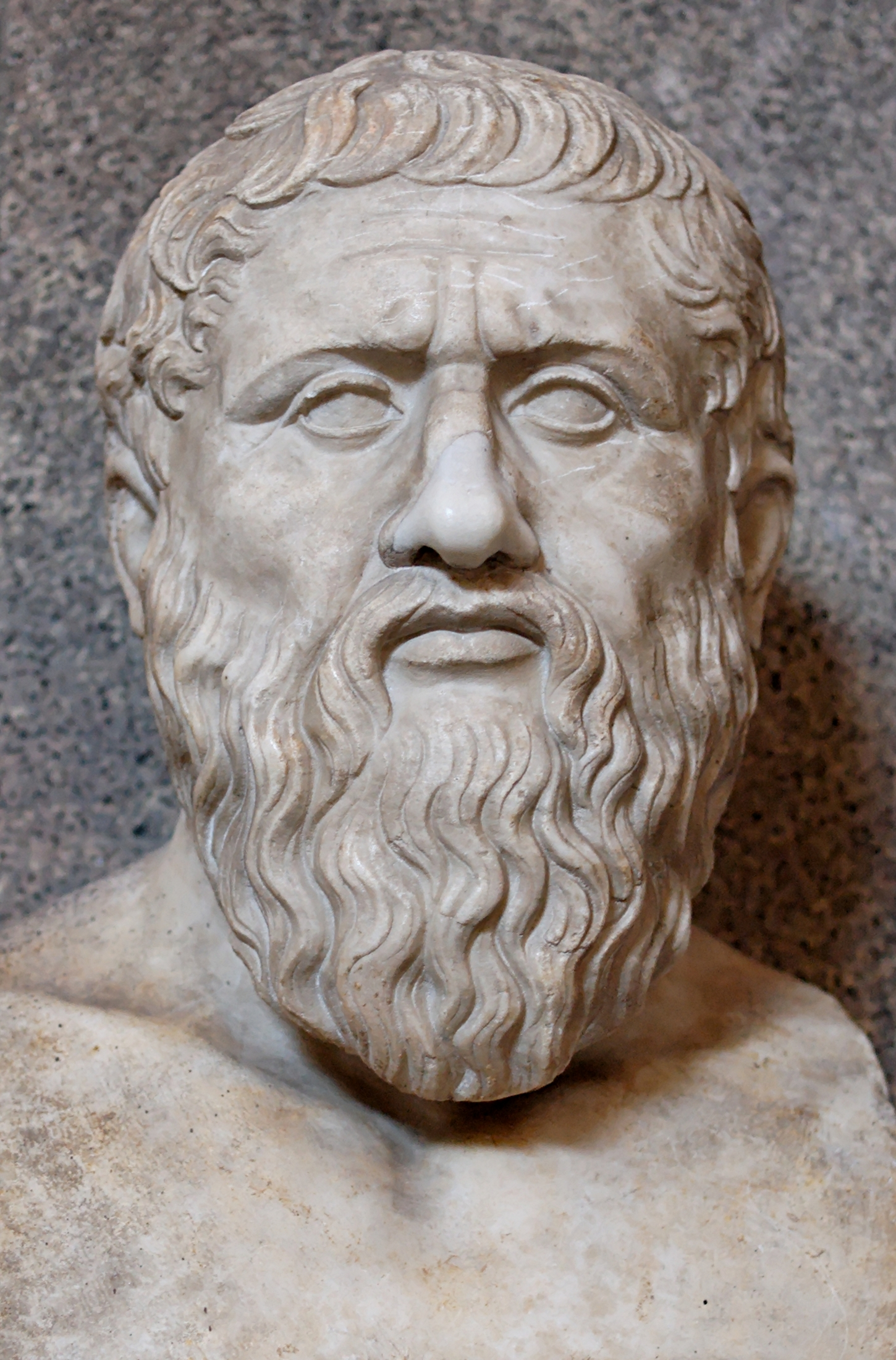
Platón. Filósofo griego seguidor de Sócrates y Maestro de Aristóteles. Fundador de la Academia.

La escuela de los sofistas fue una de las más sobresalientes del inicio de la Época clásica.
La filosofía del siglo V a. C. tuvo figuras muy sobresalientes como Sócrates, Gorgias, Protágoras, Jenófanes, Parménides, Zenón, Demócrito, Empédocles y Anaxágoras. En el siglo IV a. C. emergieron las figuras de Platón y Aristóteles.
El Estoicismo fue una de las escuelas filosóficas fundadas en Atenas a principios de siglo III a. C. con su fundador Zenón de Citio, una filosofía basada en el dominio y control de los hechos y pasiones, basándose en la tolerancia y autocontrol. Gran variedad de filósofos siguieron sus pasos, como Epicteto y Séneca. Desde entonces se han visto resurgimientos, sobre todo en el Renacimiento y en la era Contemporánea.

## Literatura
El teatro fue el género literario más desarrollado de todo el periodo. Abundaron los escritores de tragedias, género en el que los principales autores fueron Esquilo, Sófocles y Eurípides. En la comedia se destacó Aristófanes.
El poeta lírico más importante de la época fue Píndaro.
Un hecho importante de la cultura griega, siguen siendo las literaturas de la Iliada y la Odisea del poeta Homero, la libertad intelectual y humana provino de este hecho, profundizando los instintos de independencia del ser helénico.

## Historiografía
La historia como disciplina científica se desarrolló a lo largo del siglo V a. C. Heródoto y Tucídides son considerados como sus iniciadores, y los logógrafos sus precursores.

## Oratoria
La oratoria política tuvo su auge en el siglo IV, en Atenas. Los principales exponentes de este género fueron Isócrates, Esquines y Demóstenes. Antes que ellos se había destacado Lisias.

## Religión
Uno de los elementos comunes de toda la cultura griega fue el culto a los mismos dioses, aunque cada ciudad tenía peculiaridades en el culto. Algunos santuarios llegaron a adquirir un estatus panhelénico como el oráculo de Delfos y el santuario de Asclepio en Epidauro.
Los dioses olímpicos más adorados e importantes fueron: Zeus, Apolo, Atenea, Hera, Ares, Hefesto, Poseidón, Heracles, Artemisa, Afrodita, Dioniso, Deméter, Hermes.
Otro de los elementos que unían a las polis griegas eran los festivales de los juegos. Se celebraban los Juegos Olímpicos, los Juegos Nemeos, los Juegos Píticos y los Juegos Ístmicos.